# Rumberos
Los Rumberos o simplemente Rumberos es un grupo musical de pop latino y reguetón paraguayo originarios de Ciudad del Este.

## Inicios
En 2009, Abel Alfonzo (vocalista principal), después de integrar varias agrupaciones, decide formar su propia banda, junto a Ángel Cabrera (vocalista y guitarrista), Ismael Villalba (tecladista) y César Giménez (baterista). Lanzando “Coleccionista de Chongos” y “Punto Final” como primeros temas. 
Después de un año de difusión, visitando radios y programas de televisión, el grupo seguía sin ver frutos significativos de todo ese esfuerzo, por causa de la fuerte competencia que existía entre los grupos nacionales en ese entonces.
Cuando las cosas iban de mal en peor y ya no quedaban esperanzas de continuar con el proyecto. Abel, a finales del año 2009, por influencia de un amigo, conoce a DELTΔ (Wilson Javier González), un muchacho que apenas comenzaba a entrar en el mundo de la música. Abel, notando su talento en el rap, lo invita a formar parte del grupo, para esta vez probar con un nuevo género musical, el reguetón.

## Eventos Importantes
Gracias al éxito del grupo, los shows a nivel nacional no se hicieron esperar.
El 22 de mayo de 2010, lograron la gran hazaña de cantar por primera vez frente a casi 10.000 personas en un evento internacional denominado “Reggaeton Music Fest” en Ciudad del Este. Junto a artistas internacionales de Colombia, Perú, Cuba y Paraguay.
El 2 de octubre de 2010, se presentaron en “El Fiestón”, un evento internacional realizado en el Estadio Olimpia de Asunción, en donde fueron invitados a compartir escenario junto a Tito el Bambino y Franco El Gorila frente a más de 40.000 personas.
El 1 de diciembre de 2010, fueron teloneros del trío mexicano de balada pop, Camila, que se presentó en el Yacht y Golf Club Paraguayo, donde presentaron por primera vez un show más acústico.
El 8 de marzo de 2011, fueron elegidos por la producción de la cantante colombiana, Shakira, como único grupo nacional a presentarse en su gira por Paraguay. Una experiencia que marcó la historia de la banda.
El 16 de julio de 2011 se presentaron en el Rakiura Resort Day durante el Paraguay Music Festival. Cuya cartelera también estaba integrada por otros grupos nacionales de renombre como, Los Verduleros, Parner, Humbertiko & Urbanos, Sin Corte, Stilo Hip y Nadia Portillo.

## Sencillos
"Yo Te Amo" fue el primer sencillo lanzando en esta nueva etapa. El cual fue muy aceptado por el público a tan solo semanas de su lanzamiento, gracias al importante apoyo de Julián Crocco, unos de los productores musicales más reconocidos en el Paraguay, quien a su vez fuera director de una de las radios más escuchadas del país, “Estación 40”.
Luego de este tema, lanzan "Estar Enamorado" (un tema original del grupo colombiano Golpe A Golpe), creando una reacción viral en todo el país, marcando así el nacimiento de un nuevo grupo exitoso; cosa que ninguno de los integrantes esperaba en tan poco tiempo. Luego de este hit, lanzaron "Te Olvidé" y "Dime". Los cuales fueron temas de igual impacto para sus fanes.
“En La Luna Y En Marte”, lanzado el 21 de septiembre de 2010, fue la canción más solicitada en todas las radios nacionales, consagrándose así por los medios de comunicación y según el ranking nacional como el grupo revelación.
2011, arrancan lanzando “Loco Por Ti”, con un videoclip que logró más de 2 millones de visualizaciones orgánicas en Youtube (cifra igualada solo por un par de grupos en Paraguay). En este mismo año lanzan temas muy populares como “Perdiste”, “Borracho” feat. Los Verduleros, “Antes De Ti” y otros, que demostraban que el grupo podía componer cada vez mejor.
El hit de 2012 fue “Yo Quiero Ser Tu Amor”. Una canción lanzada con un videoclip producido por Mango Estudio y que fue la última canción en ser parte de su primer álbum recopilatorio, titulado “Rumbo A Tu Corazón” lanzado a finales del mismo año.
En 2013, la canción “Si Tú No Estás Aquí” es lanzada e interpretada, por primera vez durante la presentación del grupo en la “Expo Mariano Roque Alonso” frente a más de 20.000 personas que participaron a la vez del videoclip oficial del tema, posteriormente disponible en YouTube. Además de participar en distintas colaboraciones como en la canción “Esto Es Amor” feat. Japiaguar y “Quiero Que Vuelvas” feat. Los Verduleros.
A inicios del año 2014, el grupo se mantenía en auge gracias a la canción “La Mujer De Mi Amigo” y a mediados vuelven a alcanzar un punto alto en la carrera, gracias a las canciones “La Dueña De La Noche”, “Menina Bonita” y “Chauzinho” (temas originales del grupo uruguayo El Super Hobby).

## Pausa temporal
A pesar de una carrera ascendente y una indiscutible popularidad a finales del año 2015 Rumberos pasa por algunos problemas internos en el grupo, a raíz de un escándalo mediático y deciden hacer una pausa temporal.

## El regreso
Luego de un año entero de silencio, a finales del año 2016, Rumberos regresa a los mejores escenarios del país, con nuevas canciones, un nuevo show y una agrupación totalmente renovada.
Actualmente se encuentran trabajando en su primer álbum de estudio con canciones inéditas, cuyo lanzamiento podría ser en 2019.

## Integrantes
Abel Alfonzo (voz)
Wilson Javier González (DELTΔ) (voz)
Aldo Leiva (batería)
Diego Giménez (bajo)
Edgar González (guitarra)
Nico Romero (teclado)

## Discografía
| Año  | Álbum              | Discográfica   |
| ---- | ------------------ | -------------- |
| 2012 | Rumbo A Tu Corazón | Paraguay Music |

| Año  | Sencillo                 | Discográfica       |
| ---- | ------------------------ | ------------------ |
| 2010 | Yo Te Amo                | Paraguay Music     |
| 2010 | Estar Enamorado          | Paraguay Music     |
| 2010 | Dime                     | Paraguay Music     |
| 2010 | En La Luna Y En Marte    | Paraguay Music     |
| 2011 | Loco Por Ti              | Paraguay Music     |
| 2011 | Perdiste                 | Paraguay Music     |
| 2012 | Yo Quiero Ser Tu Amor    | Paraguay Music     |
| 2013 | Si Tú No Estás Aquí      | Paraguay Music     |
| 2013 | La Mujer De Mi Amigo     | Paraguay Music     |
| 2014 | La Dueña De La Noche     | Paraguay Music     |
| 2015 | Perfecta Para Mí         | Paraguay Music     |
| 2016 | Bom Bom                  | Studio Level Music |
| 2017 | Vamo’ A Saciar Las Ganas | Studio Level Music |
| 2017 | No Llores Más            | Studio Level Music |

## Videoclips
- En La Luna Y En Marte (2011)
- Loco Por Ti (2011)
- Borracho feat. Los Verduleros (2011)
- Yo Quiero Ser Tu Amor (2012)
- Solo Sin Tu Amor (2013)
- Si Tú No Estás Aquí (2013)
- Bom Bom (2016)
- Vamo’ A Saciar Las Ganas (2017)
- Quiero Estar Contigo feat. Humbertiko & Thonny 3F (2017)